# Carlos Bonavides
Carlos Bonavides (Veracruz, México, 14 de outubro de 1940) é um ator mexicano, conhecido por seu personagem "Huicho" nas telenovelas El premio mayor e Salud, dinero y amor, ambas protagonizadas por ele na Televisa.

## Biografia
Desde o início dos anos 80 ele tem participado em diferentes ângulos da atuação, como em peças de teatro,  filmes, especialmente sexycomedias e televisão, destacando as telenovelas e séries cômicas.
Ficou ainda mais famoso por seu personagem magistral e eloquente Wicho Dominguez na novela El premio mayor, personagem a qual foi para suas futuras produções musicais; nesta telenovela dividiu o rol de protagonistas ao lado de estrelas da televisão mexicana, como a magnífica Laura León, Sergio Goyri, Sasha Sokol, Martha Julia, Lorena Herrera, entre outros. Ele então se juntou ao elenco da sequência Salud, dinero y amor , em que ele voltou a trabalhar ao lado de Martha Julia como sua esposa ambiciosa, repetindo seu personagem estelar, Huicho Dominguez, tendo as mesmas performances com os protagonistas Itatí Cantoral e Eduardo Santamarina, com Sergio Kleiner no papel antagonístico.
Foi com o produtor Emilio Larrosa que conseguiu maior reconhecimento, a qual o contratou para várias obras importantes como  El premio mayor , um Hasta que el dinero nos separe,  Salud, dinero y amor , Dos hogares e  Mujeres engañadas .
Durante sua vida, ele reconheceu publicamente ter problemas sérios com vício ao álcool. O ator foi superando com o tempo, sempre mostrando vontade de tratar seu vício, pois mesmo com este problema manteve uma boa disciplina de atuação e realização de diferentes produções.

## Filmografia

### Telenovelas
- Vencer el Pasado (2021) ..... Padre Antero
- Vencer el Desamor (2020-2021) ..... Padre Antero
- Vencer El Miedo (2020) ..... Padre Antero
- Un camino hacia el destino (2016) ..... Paulo "Paulinho" Gomez-Ruiz(adulto)
- Simplemente María (2015-2016) ..... Inocencio Buenrostro Falcón
- La gata (2014) ..... Doménico Almonte - Villano
- Por siempre mi amor (2013) ..... Padre Adalberto
- Dos hogares (2011-2012) ..... Eleazar Pérez
- Hasta que el dinero nos separe (2009-2010) ..... Ramiro Jiménez El Ay Dios mío
- La fea más bella (2006-2007) ..... Efrén Rodríguez
- La madrastra (2005) ..... Rufino Sánchez El Pulpo
- Cómplices al rescate (2002) ..... Ofelio Negrete
- Mujeres engañadas (1999-2000) .... Maclovio
- Salud, dinero y amor (1997-1998) .... Huicho Domínguez
- El premio mayor (1995-1996) .... Huicho Domínguez
- Carrusel de las Américas (1992) .... Anselmo
- La pícara soñadora (1991)
- Simplemente María (1989-1990) .... Dr Rojas
- El pecado de Oyuki (1988)
- Cuna de lobos (1986-1987) .... Leonardo Sánchez
- La pasión de Isabela (1984-1985) .... Héctor
- Por amor (1982) .... Félix

### Reality
- Bailando por un sueño (2005)

### Séries de televisão
- Como dice el dicho (2012) ....
- Mujeres asesinas (2008) .... Jefe
- El Pantera (2008) .... Gordo
- La rosa de Guadalupe (2008) .... Ezequiel
- Vecinos (2006) .... Juan Chumacero
- La jaula (2003-2004) .... Charly
- Desde Gayola (2002) .... Varios
- Mujer, casos de la vida real (1996-2006).
- Cero en conducta (2000) .... Huicho Domínguez
- Al derecho y al derbez (1994) .... Don Beto el cartero (Sketch del súper portero)
- La carabina de Ambrosio (1983) .... Varios
- Las aventuras de Capulina (1979) .... Trabajador de mudanzas

## Teatro
- "El Grito de Tarzan" (2015) ....

Tarzan

## Premios e Indicações

### Prêmio TVyNovelas
| Ano  | Categoria          | Telenovela      | Resultado |
| ---- | ------------------ | --------------- | --------- |
| 1996 | Lançamento estelar | El premio mayor | Venceu    |